# Mario Guarente
Mario Guarente (Potenza, 2 dicembre 1983) è un politico italiano, sindaco di Potenza dal 2019 al 2024.

## Biografia
Diplomato al liceo classico, nel 2009 si candida al consiglio comunale di Potenza per la lista civica Federazione di Centro all'interno della coalizione di centro-destra guidata dal candidato sindaco Giuseppe Molinari. Nel 2010 aderisce al Movimento per le Autonomie, di cui diventa segretario regionale dei giovani. Nel 2014 viene eletto consigliere comunale all'interno di una lista civica di centro-destra a sostegno del candidato sindaco Michele Cannizzaro.  Dopo aver lasciato il partito, nel 2017 aderisce ufficialmente alla Lega.
Nel 2019 si candida a sindaco di Potenza a capo di una coalizione di centro-destra formata, oltre che dalla Lega, da Forza Italia, Fratelli d'Italia, Identità e Azione e alcune liste civiche. Vincerà al ballottaggio del 9 giugno con il 50,31% dei voti contro il candidato di Basilicata Possibile Valerio Tramutoli.
Nel 2024 annuncia che non si sarebbe ricandidato per un secondo mandato per le elezioni comunali.